# Баликчинський район

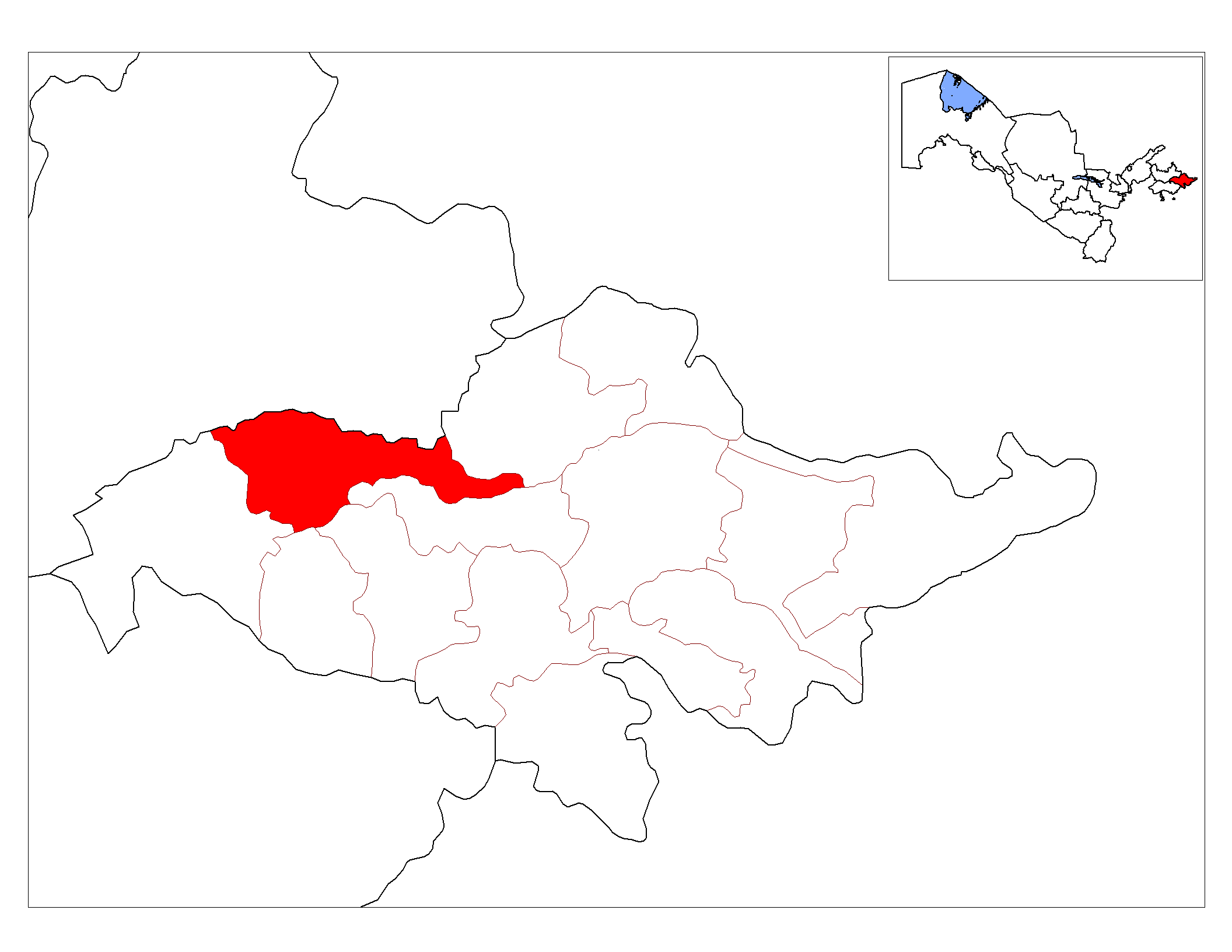
Розташування району на карті області

Баликчи́нський район (узб. Балиқчи тумани, Baliqchi tumani) — один з 14 районів Андижанської області Узбекистану. Розташований у північно-західній її частині.
Утворений 29 вересня 1926 року. Адміністративний центр — міське селище Баликчі.
Площа району становить 340 км².
Населення становить 150,8 тис. осіб. Більшу частину складають узбеки. Проживають також росіяни, татари, таджики, уйгури та інші народи. Густота населення становить 446 осіб/км².

## Природа
Рельєф району цілком складається з рівнин.
Середні температури липня +26 °C, січня −4 °C. Вегетаційний період становить 235 днів. За рік випадає в середньому до 195—210 мм опадів.
Територією району протікають річки Карадар'я, Мазгілсай та Чинабадсай, Великий Андижанський канал.
Ґрунти — лучні сіроземи, слабкі солончаки.
На цілинних ділянках зростають лутига, полин, кульбаба, очерет, билина, янтак, тамариск, перлівниця Лемана, щавель, хвощ, сорго, берізка польова та м'ята. Серед тварин зустрічаються черепахи, лисиця, заєць, змії, ящірки (варани), птахи (лелека, качки, горобці, жайворонок, ворона, горлянка).

## Адміністративний поділ
Станом на 1 січня 2011 року до складу району входили 3 міських селища і 9 сільських сходів громадян.
Міські селища:
- Баликчі
- Ходжаабад
- Чинабад-Марказ

Сільські сходи громадян:
- Алімбек
- ім. Ахунбабаєва
- Баликчі
- Бустан
- Ґулістан
- Ескі-Хаккулабад
- Сіза
- Урманбек
- Ходжаабад